# Guerric von Igny

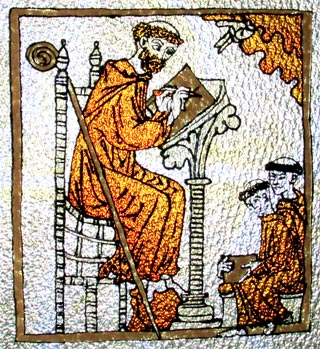
Guerrico de Igny bei der Verwirklichung seiner Schriften

Der selige Guerric von Igny (lateinisch Guerricus, auch Werricho, * um 1070/80 in Tournai; † 19. August 1157 im Kloster Igny, Arcis-le-Ponsart) war ein Zisterzienser, Schüler und Zeitgenosse des Hl. Bernhard von Clairvaux.

## Leben
Guerrics Leben ist vor allem aus urkundlichen Quellen der Diözese Tournai überliefert: Aus seinem frühen Leben ist nicht viel bekannt, wahrscheinlich war er Kanoniker und hat an der Domschule von Tournai unterrichtet. Des Weiteren wissen wir, dass er einige Jahre als Einsiedler bei der Kathedrale von Tournai lebte, wo er sich in eine Zelle hatte einmauern lassen. Als Vorbild diente Guerric womöglich das Einsiedlerleben des Magisters Odo von Tournai und einiger anderer, welches diese aus dem Wunsch heraus, ein Leben in radikaler Christusnachfolge zu leben, gewählt hatten. Seine Zeit als Einsiedler ist vermutlich schon ein Reflex der Beschäftigung mit den Werken der Mönche des christlichen Altertums und jenen der Kirchenväter. Außerdem beschäftigte sich Guerric wohl schon zu diesem Zeitpunkt mit den Schriften Platons (Timaios und Kommentare), die er später rezipieren sollte.
1122 lernte Guerric Bernhard von Clairvaux bei dessen Flandernreise kennen, wurde sein Schüler und trat in weiterer Folge um 1124 in das Zisterzienserkloster in Cîteaux ein. In Cîteaux führte er ein stilles, ganz der Liturgie zugewandtes Leben, bis er 1138 von Bernhard von Clairvaux zum Abt des Tochterklosters Igny ernannt wurde. 10 Jahre später, 1148, konnte Guerric von seinem Kloster Igny aus das Tochterkloster Valroy in der Diözese Reims gründen.
Guerric von Igny starb 1157 hochbetagt in Igny und wurde noch im Mittelalter innerhalb des Zisterzienserordens als Heiliger verehrt. Sein Fest ist sein Todestag am 19. August. Aufgrund seiner Sermones gilt er mit Bernhard von Clairvaux, Aelred von Rievaulx und William von Saint Thierry als einer der „Vier Evangelisten von Cîteaux“, die die Spiritualität der Zisterzienser bis heute prägen.

## Das Werk Guerrics
Während seiner Zeit als Abt von Igny verfasste Guerric seine Sermones, die von Realismus und Humor geprägt sind. Aufgrund ihrer leichten Lesbarkeit – Guerric setzte rhetorische Stilmittel der Antike ein – und dem Einbezug von laikalen Themen und Problemen des Alltags wurden sie besonders bekannt.
Guerric beschäftigt sich in seinem Werk mit dem Rätsel des Menschen und greift Ideen Platons auf. Zentral ist für Guerric eine neue geistige Geburt des Menschen, welche durch einen dreigliedrigen Prozess der Christusnachfolge erreicht werden kann und an dessen Ende der spirituell erneuerte Mensch steht, in dessen Seele Gott – metaphorisch gesprochen – geboren werden kann. Die Fähigkeit, Christus der Welt so durch das eigene Handeln bringen zu können, spricht er grundsätzlich jedem Menschen zu.
Für sein Werk hatte Guerric ursprünglich keine „Veröffentlichung“ intendiert: Auf dem Totenbett entschied er, sein unvollendetes Werk – das er ohne Zustimmung des Generalkapitels verfasst hatte – verbrennen zu lassen. Seinen Schülern, die das Werk bereits zuvor kopiert hatten, verdanken wir die Erhaltung der Predigten, die auch unter den unmittelbar nachfolgenden Zeitgenossen und mit Befürwortung des Ordens rasch weite Verbreitung erlangten.
Weitere Werke:
- In den Gärten des Wortes Gottes (Ansprache)
- Buch der Liebe (Predigtparabel)